# Grosser Alpkogel
Grosser Alpkogel är ett berg i Österrike.   Det ligger i distriktet Steyr-Land och förbundslandet Oberösterreich, i den nordöstra delen av landet, 140 km väster om huvudstaden Wien. Toppen på Grosser Alpkogel är 1 246 meter över havet.
Terrängen runt Grosser Alpkogel är huvudsakligen kuperad. Runt Grosser Alpkogel är det ganska glesbefolkat, med 39 invånare per kvadratkilometer.. Närmaste större samhälle är Großraming, 7,5 km norr om Grosser Alpkogel. 
I omgivningarna runt Grosser Alpkogel växer i huvudsak blandskog.